# Chromis mamatapara
Chromis mamatapara, mais conhecido por Donzela de Michel, é uma espécie de peixe descoberto em 2020 da família Pomacentridae do gênero Chromis, que mede entre 14,2cm - 14,9cm. Sua alimentação consiste em algas, copépodes, kril, microalgas, fitoplâncton e zooplâncton. É considerada uma espécie endêmica no momento (desenvolveram-se em uma região restrita), com ocorrência na Ilha de Páscoa (Rapa-nui), no Pacífico-Sul.
A etimologia de mamatapara no nome cientifico desta espécime, é uma palavra composta de origem rapa-nui mamata para, que significa donzela amarela.